# Primarias del Partido Demócrata de 2008 en Georgia

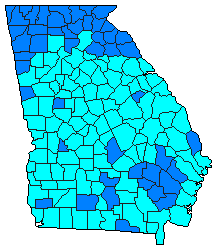
Un mapa de los condados ganados por cada candidato en las primarias demócratas de Georgia.

Las Primarías democráticas de Georgia, 2008 fueron el 5 de febrero de 2008, también conocidas como el Super Martes. El senador de Illinois, Barack Obama ganó el primer lugar en dobles dígitos, sin embargo su rival la senadora Hillary Clinton recibió varios delegados porque son repartidos proporcionalmente. Hay 103 delegados en juego, 16 de la cual son superdelegados. Barack Obama fue el ganador.

## Resultados
| Primaria Presidencial Demócrata de Georgia, 2008 99% de los precintos reportados | Primaria Presidencial Demócrata de Georgia, 2008 99% de los precintos reportados | Primaria Presidencial Demócrata de Georgia, 2008 99% de los precintos reportados | Primaria Presidencial Demócrata de Georgia, 2008 99% de los precintos reportados | Primaria Presidencial Demócrata de Georgia, 2008 99% de los precintos reportados |
| Candidato                                                                        | Candidato                                                                        | Votos                                                                            | Porcentaje                                                                       | Delegados                                                                        |
| -------------------------------------------------------------------------------- | -------------------------------------------------------------------------------- | -------------------------------------------------------------------------------- | -------------------------------------------------------------------------------- | -------------------------------------------------------------------------------- |
| Barack Obama                                                                     | Barack Obama                                                                     | 700,357                                                                          | 66.93%                                                                           | 27                                                                               |
| Hillary Clinton                                                                  | Hillary Clinton                                                                  | 328,107                                                                          | 31.35%                                                                           | 18                                                                               |
| John Edwards                                                                     | John Edwards                                                                     | 17,989                                                                           | 1.72%                                                                            | 0                                                                                |
| Total                                                                            | Total                                                                            | 1,046,453                                                                        | 100%                                                                             | 45                                                                               |